# جنیفر گودوین
جینیفر میشل گودوین (به انگلیسی: Ginnifer Michelle Goodwin) (زاده ۲۲ مه ۱۹۷۸، ممفیس، تنسی) بازیگر تلویزیون و سینمای آمریکا است. وی در نقش جودی در انیمیشن زوتپیا و نقش ماری مارگارت (سفید برفی) در سریال روزی روزگاری ایفا نقش کرده‌است. او در فیلم در سرزمین زنان بازی کرده‌است.

## اوایل زندگی
جنیفر گودوین در ممفیس، تنسی، از مادر و پدری ولزی زاده شده‌است.

او دارای مدارک متعددی در زمینه بازیگری و هنر از مراکز آکادمیک مانند دانشگاه بوستون و کالج هانوفر و فارغ‌التحصیل رشته تئاتر از دانشکده هنرهای زیبا، دانشگاه بوستون است.

## زندگی هنری
وی خاطر بازی در چند مجموعه تلویزیونی آمریکایی از جمله مجموعه تلویزیونی قانون و نظم، عشق بزرگ و روزی روزگاری به شهرت فراوانی رسید.
از فیلم‌ها که وی در آن نقش داشته‌است می‌توان به رامونا و بیزوس، با تو حال نمی‌کند، قرض گرفته شده، برنده یک قرار با تاد همیلتون!، پروژه پنج و پرندگان آمریکا اشاره کرد.
او همچنین در نقش جودی در انیمیشن زوتوپیا گویندگی کرده‌است.
وی در سریال why women kill هم ایفای نقش کرده‌است.